# グリーンの法則

津波が浅い海岸に達すると、津波の速度は遅くなり、波高は高くなる。

グリーンの法則（英語: Green's law）は、19世紀のイギリスの物理学者、ジョージ・グリーンが提唱した、津波の波高と水深との関係を表す法則である。端的に言えば「水深が浅くなると津波の高さは高くなる」という法則である。

## 概要
この法則は次の式で表される。
{\displaystyle {\frac {H_{0}}{H_{1}}}=\left({\frac {h_{1}}{h_{0}}}\right)^{\tfrac {1}{4}}\left({\frac {b_{1}}{b_{0}}}\right)^{\tfrac {1}{2}}}
この時、Hは波高、hは水深、bは波面に垂直で相隣りあう一組の波高線の幅である。添え字（0と1）は、それぞれ波源域の縁と海岸付近によるものを示す。